# Ружанська сільська рада
Ружанська сільська́ ра́да (біл. Ружанскі сельсавет) — адміністративно-територіальна одиниця у складі Пружанського району Берестейської області Білорусі. Адміністративний центр — смт Ружани.

## Історія
1 грудня 2009 року до складу Ружанської селищної ради увійшли територія та населені пункти ліквідованої Ворониловицької сільської ради.

## Склад
Населені пункти, що підпорядковувалися сільській раді станом на 2009 рік:
| Населений пункт | Тип  | Населення, осіб (2009) |
| --------------- | ---- | ---------------------- |
| Байки           | село | 92                     |
| Березниця       | село | 86                     |
| Близна          | село | 120                    |
| Бор-Липи        | село | 3                      |
| Бутьки          | село | 15                     |
| Верчиці         | село | 36                     |
| Виторож         | село | 22                     |
| Власовичі       | село | 28                     |
| Воля            | село | 122                    |
| Ворониловичі    | село | 276                    |
| Долки           | село | 118                    |
| Єськовці        | село | 81                     |
| Загаличі        | село | 105                    |
| Запілля         | село | 72                     |
| Каплі           | село | 18                     |
| Карасі          | село | 45                     |
| Клепачі         | село | 75                     |
| Ковалі          | село | 126                    |
| Колозуби        | село | 183                    |
| Куляни          | село | 75                     |
| Лососин         | село | 189                    |
| Манчики         | село | 97                     |
| Молочки         | село | 123                    |
| Новосади        | село | 38                     |
| Островок        | село | 38                     |
| Павлово         | село | 262                    |
| Пересадичі      | село | 3                      |
| Полонськ        | село | 175                    |
| Товцвили        | село | 25                     |
| Щитно           | село | 26                     |
| Юндили          | село | 231                    |

## Населення
За переписом населення Білорусі 2009 року чисельність населення сільської ради становила 1309 осіб.

### Національність
Розподіл населення за рідною національністю за даними перепису 2009 року:
| Національність | Осіб | Відсоток |
| -------------- | ---- | -------- |
| білоруси       | 1228 | 93,81 %  |
| росіяни        | 48   | 3,67 %   |
| українці       | 21   | 1,60 %   |
| поляки         | 4    | 0,31 %   |
| вірмени        | 3    | 0,23 %   |
| цигани         | 3    | 0,23 %   |
| чуваші         | 1    | 0,08 %   |
| мордва         | 1    | 0,08 %   |
| Разом          | 1309 | 100 %    |